# Mimusops longipedicellata
Mimusops longipedicellata är en tvåhjärtbladig växtart som beskrevs av Aubrev. Mimusops longipedicellata ingår i släktet Mimusops och familjen Sapotaceae. Inga underarter finns listade i Catalogue of Life.